# O Leãozinho
O Leãozinho é uma música composta pelo cantor e compositor brasileiro Caetano Veloso, sendo um dos clássicos da Música Popular Brasileira. A canção foi uma homenagem ao baixista Dadi Carvalho. Foi gravada em 1977 para o álbum Bicho da gravadora Polygram. Ainda foi parte da trilha sonora da novela Sem Lenço, Sem Documento.

## Historia
A canção é um tributo para o baixista dos Novos Baianos, Dadi Carvalho. Foi gravada em 1977 para o álbum Bicho. Foi incluindo na trilha sonora da novela Sem Lenço, Sem Documento.

## Composição
Com um ritmo de uma Cantiga de ninar, a letra de O leãozinho tem um cierto tom senxual, ademais de um aire lúdico. Se trata de uma canção sobre a beleza e o espírito da natureza.
A canção relata um encontro do narrador com um leão jovem no sol que se regurgita em sua presencia, admirando seus aspectos e como sua luz tras paz ao coração do narrador. Este expressa sua alegria por poder passar tempo com o leão e compartir com sua luz.

## Gravações notáveis
- Caetano Veloso - Bicho (1977)
- Vozes da Rádio - Mappa do Coração (1997)
- Meja - Mellow (2004)
- Teresa Salgueiro - La Serena (2007)
- Priscilla Ahn - Live Sessions EP (2008)
- Beirut - Red Hot + Rio 2 (2011)